# Leuciris mysteriotis
Leuciris mysteriotis är en fjärilsart som beskrevs av Louis Beethoven Prout 1911. Leuciris mysteriotis ingår i släktet Leuciris och familjen mätare. Inga underarter finns listade i Catalogue of Life.